# Madden NFL 11
Madden NFL 11 é um jogo de video game de futebol americano baseado na NFL, publicado pela EA Sports e desenvoldio pela EA Tiburon. É o 22º jogo da série Madden NFL. Foi lançado em 10 de agosto de 2010 na América do Norte, e em 13 de agosto na Europa. Ele foi lançado para o PlayStation 3, PlayStation 2, Wii, Xbox 360, PlayStation Portable e plataformas iOS, com as versões para 3DS Nintendo e Android (sistema operacional) a serem lançadas no futuro.

## Capa
Pela primeira vez na série, os fãs tiveram a oportunidade de votar em quem eles queriam na capa de Madden NFL 11. As escolhas foram Drew Brees do New Orleans Saints, Jared Allen do Minnesota Vikings, e Reggie Wayne do Indianapolis Colts. Drew Brees com a maioria dos votos e se tornou o atleta da capa.

## Trilha Sonora
| Trilha Sonora de Madden NFL 11     | Trilha Sonora de Madden NFL 11 |
| Artista                            | Música                         |
| ---------------------------------- | ------------------------------ |
| AC/DC                              | "Thunderstruck"                |
| Archie Eversole                    | "We Ready"                     |
| Blur                               | "Song 2"                       |
| Bush                               | "Machinehead"                  |
| Gary Glitter                       | "Rock n' Roll Part 2" (cover)  |
| Guns N' Roses                      | "Welcome to The Jungle"        |
| Joe Satriani                       | "Crowd Chant"                  |
| Kevin Rudolf featuring Lil Wayne   | "Let It Rock"                  |
| Kiss                               | "Rock and Roll All nite"       |
| Ozzy Osbourne                      | "Let Me Hear You Scream"       |
| Ozzy Osbourne                      | "Crazy Train"                  |
| Queen                              | "We Will Rock You" (cover)     |
| The Hives                          | "Tick Tick Boom"               |
| Todd Rundgren                      | "Bang the Drum All Day"        |
| Ying Yang Twins featuring Homebwoi | "Halftime"                     |
| Zombie Nation                      | "Kernkraft 400" (cover)        |

Os gritos de guerra de alguns times da NFL também estão disponíveis no jogo.
| Grito de Guerra dos Times | Grito de Guerra dos Times  |
| Time                      | Grito de Guerra            |
| ------------------------- | -------------------------- |
| Chicago Bears             | "Bear Down, Chicago Bears" |
| Detroit Lions             | "Gridiron Heroes"          |
| Green Bay Packers         | "Go! You Packers! Go!"     |
| Miami Dolphins            | "Miami Dolphins #1"        |
| Minnesota Vikings         | "Skol, Vikings"            |
| Philadelphia Eagles       | "Fly, Eagles Fly"          |
| Washington Redskins       | "Hail to the Redskins"     |